# Regionales Schutzgebiet Bosques Tropicales Estacionalmente Secos del Marañón
Das Regionale Schutzgebiet Bosques Tropicales Estacionalmente Secos del Marañón (span. Área de Conservación Regional Bosques Tropicales Estacionalmente Secos del Marañón) befindet sich in der Region Amazonas in Nordwest-Peru. Bosques Tropicales Estacionalmente Secos heißt ins Deutsche übersetzt „tropische saisonale Trockenwälder“. Das Schutzgebiet wurde am 16. Juni 2018 durch das Dekret D.S. Nº 006-2018-MINAM eingerichtet. Die Regionalregierung von Amazonas ist die für das Schutzgebiet zuständige Behörde. Das Schutzgebiet besitzt eine Größe von 139,29 km². Es dient der Erhaltung eines Waldgebietes am oberen Río Marañón. Es wird in der IUCN-Kategorie VI als ein Schutzgebiet geführt, dessen Management der nachhaltigen Nutzung natürlicher Ökosysteme und Lebensräume dient.

## Lage
Die Ökoregion der tropischen saisonalen Trockenwälder erstreckt sich entlang beider Talhänge des oberen Río Marañón über eine Fläche von 3730 km² und liegt in Höhen zwischen 600 und 1200 m. Das regionale Schutzgebiet liegt im Distrikt Balsas der Provinz Chachapoyas sowie in den Distrikten Cocabamba, Ocumal, Pisuquía und Providencia der Provinz Luya. Das Schutzgebiet bildet einen ungefähr 65 km langen und im Mittel 2 km breiten Korridor entlang dem rechten Talhang des nach Norden fließenden Oberlaufs des Río Marañón. Die westliche Grenze des Areals wird von folgenden Koordinaten definiert: 
(, 
,
,
,
,
,
).

## Ökologie
Im Schutzgebiet gedeihen 143 Pflanzenarten und leben 22 Vogelarten, 14 Reptilienarten und 2 Amphibienarten, die nur in diesem Ökosystem vorkommen. Zu den im Areal vorkommenden Vögeln gehören die Salvintaube (Patagioenas oenops), der Rubintyrann (Pyrocephalus rubinus), der Graunacken-Bündelnister (Phacellodomus dorsalis) sowie die Goldschnabelammer (Incaspiza laeta).

## Historie und Umweltaspekte
Der ursprüngliche Plan war, ein 300 km² großes Areal zu schützen. Schließlich wurde eine Fläche von 160 km² als Ausgleichsmaßnahme für die Konzessionen für den Bau und Betrieb der beiden Wasserkraftwerke Chadín 2 (Odebrecht) und Veracruz (Compañía Energética Veracruz) bewilligt. Diese sind Teil einer geplanten Wasserkraftwerkskaskade am oberen Río Marañón, die laut peruanischer Regierung im „nationalen und sozialen Interesse“ des Landes ist. Wegen Streitigkeiten mit den Konzessionsbesitzern reduzierte sich die finale Schutzfläche auf 139,29 km². Der Bau der beiden Wasserkraftwerke wurde in der Zwischenzeit aufgrund eines starken Widerstands der lokalen Bevölkerung ausgesetzt. Durch die Errichtung eines Stausees würden wertvolle Agrarflächen verloren gehen. Außerdem würde der Fluss seinen touristischen Wert (beispielsweise für Rafting) verlieren. Ein weiterer selten genannter Aspekt ist, dass sich mit dem Fehlen eines frei fließenden Gewässers vermutlich in der Zukunft das Mikroklima im oberen Marañón-Tal nachteilig (Steppenbildung) für die Umwelt verändern könnte.